# Marco Soldi
Marco Soldi (Roma, Italia, 8 de octubre de 1957) es un dibujante de cómic italiano.

## Biografía
Tras conseguir el diploma de Liceo Scientifico, estudió en la Escuela de Cómic de Eugenio Sicomoro y, a partir de 1980, empezó a trabajar para revistas de historietas como Lanciostory, Skorpio, Intrepido, Splatter y Mostri.
En 1993 empezó su colaboración con la editorial Bonelli, dibujando las historietas Dylan Dog y Julia - Las aventuras de una criminóloga (de esta fue también el primer portadista). También ilustró una historia breve de Tex.
Para Il Giornalino dibujó la serie Alex Barzini, mientras que para Granata Press trabajó con la revista Nero.